# Peter Hilffert
Peter Hilffert (* 14. Juli 1958 in Hannover) ist ein deutscher Journalist und ehemaliger Fernsehmoderator.

## Leben
Peter Hilffert studierte Wirtschaftspädagogik und machte eine Lehre zum Bankkaufmann. Seine journalistische Ausbildung absolvierte er an der Journalistenschule Axel Springer. Er arbeitete zunächst für das Hamburger Abendblatt und das Pinneberger Tageblatt, später für die Bild-Zeitung.
Von 1990 bis 2008 war er für RTL tätig. Zwischendurch baute er von 1992 bis 1993 bei Vox den Nachrichtenbereich mit auf, bevor RTL ihn als Nachrichten-Chef für das Mittagsmagazin Punkt 12 zurückholte. Hilffert moderierte mehr als 1500 Sendungen (Punkt 6, Punkt 9, Punkt 12, RTL aktuell) und war auch inhaltlich für Formate mitverantwortlich. Nach seiner Tätigkeit bei RTL wechselte Hilffert ins TV-Produktionsgeschäft und belieferte hauptsächlich RTL-Formate mit sendefertigen Beiträgen.
Seit 2015 ist Hilffert als Pressereferent beim Übertragungsnetzbetreiber Tennet tätig und unter anderem für die Öffentlichkeitsarbeit und die Bürgerbeteiligung bei der Westküstenleitung in Schleswig-Holstein zuständig.